# Hydraena chiesai
Hydraena chiesai är en skalbaggsart som beskrevs av Emile Janssens 1965. Hydraena chiesai ingår i släktet Hydraena och familjen vattenbrynsbaggar. Inga underarter finns listade i Catalogue of Life.